# Kool and the Gang
Kool & The Gang är en amerikansk musikgrupp bildad 1968 i Jersey City, New Jersey. Gruppen upplevde sin kommersiellt mest framgångsrika period under början av 1980-talet.

## Historik
Bröderna Robert (bas) och Ronald Bell (tenorsaxofon) bildade 1968 jazz-ensemblen the Jazziacs. Förutom bröderna Bell var de båda gitarristerna Charles Smith och Woody Sparrow, Ricky West (keyboards), Clifford Adams (trombon), Dennis Thomas (saxofon), Robert Michens (trumpet), George Brown (trummor) medlemmar i gruppen. Allihop var vänner som bodde i samma område som bröderna Bell.
Snart började gruppmedlemmarna ta in R&B-influenser i jazzen, och så sakteliga började man spela det istället. I slutet av 1960-talet tog man sitt nuvarande gruppnamn. Kool & the Gang började släppa skivor i början på 1970-talet, några livealbum och några studio, men slog inte igenom förrän 1973 då man släppte guldsäljande LP:n Wild and Peaceful, här fanns inte mindre än tre stora hits, "Funky Stuff", "Jungle Boogie" och "Hollywood Swingers". Musiken gruppen spelade nu var fräck funk och många kritiker anser att den här perioden var bandets bästa. Man fortsatte släppa skivor i samma stil som denna, bland andra Spirit of the Boogie från 1975 som gav gruppen en stor hit med titelspåret.
När disco började nå popularitet kring 1976 hamnade gruppen i skymundan. Detta åtgärdade man med att börja skriva mer mainstream-inriktade discohits. Man lämnade den intensiva funken bakom sig, och släppte 1979 LP:n Ladies' Night som bestod av lättintaglig disco. Titelspåret blev en stor hit, och början på strömmen av gruppens mest kända hits. Vid det här albumet hade man också rekryterat en ny sångare till gruppen, James "J.T." Taylor. Året efteråt, 1980 släpptes "Celebration" som idag torde vara gruppens kändaste låt. Under början av 1980-talet hade man medelstora hits med låtar som "Get Down On It", "Joanna", "Cherish" och "Fresh". Taylor lämnade gruppen 1986, och det markerade slutet på gruppens "guldålder". Han kom dock tillbaka igen 1995.

## Diskografi
- 1969 – Kool and the Gang
- 1971 – Live at the Sex Machine
- 1971 – Live at PJ's
- 1972 – Music Is the Message
- 1972 – Good Times
- 1973 – Wild and Peaceful
- 1974 – Light of Worlds
- 1975 – Spirit of the Boogie
- 1976 – Open Sesame
- 1976 – Love & Understanding
- 1976 – Behind the Eyes
- 1977 – The Force
- 1978 – Everybody's Dancin'
- 1979 – Ladies' Night
- 1980 – Celebrate!
- 1981 – Something Special
- 1982 – As One
- 1983 – In the Heart
- 1984 – Emergency
- 1986 – Forever
- 1989 – Sweat
- 1993 – Unite
- 1996 – State of Affairs
- 2001 – Gangland